# 笑わない王女

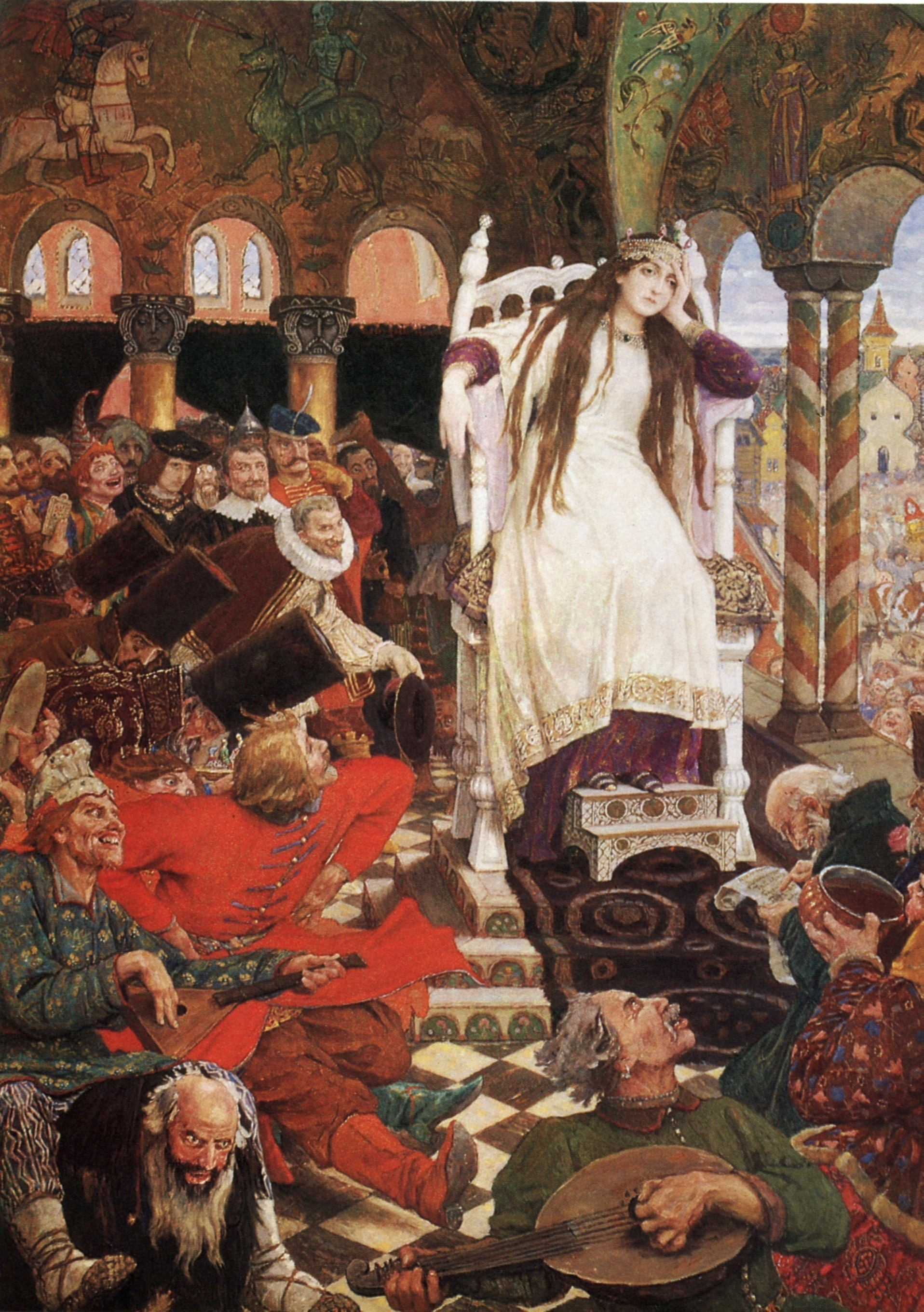
笑わない王女（ヴィクトル・ヴァスネツォフ作）

笑わない王女（わらわないおうじょ、ロシア語: Царевна-Несмеяна）は、ロシアの昔話。
アレクサンドル・アファナーシェフの編纂した『ロシア民話集』（中村喜和訳、岩波文庫全2巻）に収められている。

## あらすじ
あるところに決して笑わない王女がいた。王様はそのことを案じて、王女を笑わせたものに王女との結婚をさせるとお触れを出した。たくさんの人が王女を訪れたが、誰一人として笑わせたものはいなかった。
街には正直者がいて、親方のもとで一生懸命働いていた。年の終わりに親方は正直者の前に硬貨の入った袋を置き、必要なだけ取るように言った。正直者は考えた末、1枚だけ硬貨を貰った。しかしそれを井戸の中に落としてしまい、もう1年親方のもとで働くことにした。翌年も正直者は1枚だけ硬貨を貰うが、また井戸の中へ落としてしまう。3年目も正直者は硬貨を1枚だけ貰った。再び井戸へ行くと今度は硬貨を落とさず、前の2枚の硬貨も戻ってきた。正直者が3枚の硬貨を持って歩いていくと、鼠が施しを求めたので硬貨を1枚渡した。その後も甲虫と鯰に施しを求められたので、正直者は一文無しになってしまう。
正直者が城の近くまで行くと王女が窓から彼を眺めていた。正直者は驚いて泥の中に倒れる。すると鼠や甲虫や鯰が現れて、正直者の世話をし始める。王女はこれを見て笑いだした。正直者は城に連れてこられると美しい若者となり、王女と結婚した。

## 関連書籍
- ウラジーミル・プロップ／齋藤君子訳　「口承文芸における儀礼的笑い（笑わない王女の昔話について）」

『魔法昔話の研究』の一章、 講談社学術文庫、2009年